# Bonheiden
Bonheiden è un comune belga di 14 778 abitanti nelle Fiandre (Provincia di Anversa).

## Suddivisioni
Il comune è costituito dai seguenti distretti:
- Bonheiden
- Rijmenam